# Sebaïne
Sebaine là một đô thị thuộc tỉnh Tiaret, Algérie. Dân số thời điểm năm 2002 là 10.042 người.